# Gaëtan Charbonnier
Pour les articles homonymes, voir Charbonnier.
Gaëtan Charbonnier est un footballeur français né le 27 décembre 1988 à Saint-Mandé (Val-de-Marne) et évoluant au poste d'attaquant.

## Biographie

### Des débuts timides
Gaëtan Charbonnier passe par le centre de formation du Tours FC.
Au cours de la saison 2007-2008, Gaëtan Charbonnier évolue en CFA pour le club du SO Châtelleraudais avec qui il dispute 27 matchs et marque 11 buts. Lors d'une rencontre entre son club et l'équipe réserve du Paris Saint-Germain, il est repéré par les dirigeants parisiens, qui l'engagent pour une saison.
Au cours de la saison 2008-2009, il évolue avec l'équipe réserve du club parisien, toujours en CFA, où il marque 13 buts en 27 matchs, ce qui fait de lui le meilleur buteur de l'équipe. Les six derniers mois, il gagne le droit de s'entraîner avec le groupe professionnel du club parisien, mais ne dispute aucun match avec l'équipe première. De son propre aveu, le fait de s'entraîner avec le groupe professionnel lui a permis de beaucoup apprendre. Toutefois, n'ayant aucune perspective de pouvoir disputer des matchs avec l'équipe professionnelle du Paris-Saint-Germain, il choisit de quitter le club en fin de saison et signe pour quatre ans en faveur du SCO d'Angers.

### L'éclosion au SCO d'Angers (2009-2012)
Après six premiers mois difficiles, Gaëtan Charbonnier s'impose peu à peu comme un titulaire indiscutable au sein de l'attaque angevine.
Au cours de la saison 2010-2011, le club angevin se hisse en demi-finale de la Coupe de France, permettant ainsi à Gaëtan Charbonnier d'affronter le Paris-Saint-Germain, son ancien club. Le SCO d'Angers s'incline trois buts à un, mais un an plus tard, il considère toujours ce parcours comme « le plus beau souvenir de sa carrière ».
Charbonnier est honoré en septembre 2011, en étant élu joueur du mois de Ligue 2 par les journalistes et les supporteurs.

### Une saison à Montpellier (2012-2013)
Le 20 juin 2012, après trois saisons passé au SCO d'Angers, il signe un contrat de quatre ans au Montpellier HSC, afin de pouvoir évoluer en Ligue 1, mais également en Ligue des champions.
Il dispute son premier match de Ligue 1 en août 2012, contre l'Olympique de Marseille à la Mosson, et il marque son premier but le 17 novembre 2012, contre Valenciennes. Le 25 octobre il dispute son premier match européen et marque son premier but en Ligue des champions face à l'Olympiakos.
Mais Gaëtan Charbonnier, en concurrence avec l'Argentin Emanuel Herrera à la pointe de l'attaque montpelliéraine, ne joue que 26 matchs en Ligue 1. Il décide de changer de club dès la fin de sa première saison dans l'Hérault, à l'été 2013.

### Stade de Reims (2013-2017)
Le 5 août 2013, Charbonnier signe un contrat de quatre ans avec le Stade de Reims alors en Ligue 1. « Je savais que je n'aurais pas beaucoup de temps de jeu à Montpellier », a expliqué l'attaquant, cité sur le site du club champenois.
Pour sa première saison à Reims, Gaëtan Charbonnier va disputer 33 rencontres et marquer 5 buts. Il enchaîne la saison suivante en marquant 7 buts pour 35 matchs disputés.
Sa troisième saison est plus compliquée et au mois de janvier le club l'invite à s'entraîner avec la réserve. Plusieurs clubs s'intéressent à lui mais finalement il reste à Reims. Il finit la saison avec 5 buts marqués et 23 matchs disputés. À la fin de la saison le Stade de Reims est relégué en Ligue 2.
Gaëtan Charbonnier reste à Reims pour honorer sa dernière année de contrat. Pour son retour en Ligue 2, il va marquer 5 buts et disputer seulement 20 matchs.

### Stade brestois (2017-2021)
En fin de contrat au Stade de Reims, Gaëtan signe au Stade brestois pour deux saisons. Pour sa première saison il marque 11 buts en 28 matchs.
Gaëtan Charbonnier réalise une superbe seconde saison à Brest, en inscrivant 27 buts faisant de lui le meilleur buteur du championnat. L'équipe de Brest se qualifie par la même occasion pour la Ligue 1 en finissant deuxième au classement général, derrière le FC Metz. Le 20 mai 2019, il reçoit le Trophée UNFP du meilleur joueur de Ligue 2 2018-2019 et figure également dans le 11 type de la saison. A l'hiver de la saison 2018-2019, il prolonge son contrat de deux années, liant ainsi son avenir avec le club breton jusqu'en 2021.
Dès le retour en Ligue 1, il marque le but de la victoire face à Reims dans les dernières minutes.

### AJ Auxerre (2021-2022)
Le 2 août 2021, il est transféré à l'AJ Auxerre en Ligue 2, et retrouve son ancien entraîneur à Brest, Jean-Marc Furlan. Le 28 août, il inscrit un doublé et délivre une passe décisive face à l'AS Nancy-Lorraine (6e journée, victoire 1-4). Il inscrit le premier triplé de sa carrière lors de la journée suivante face au Chamois niortais FC le 11 septembre (7e journée, victoire 4-0). Il réalise une saison pleine en Bourgogne, débutant 29 rencontres de championnat comme titulaire, auteur de 17 buts et délivrant 7 passes décisives.
Lors des barrages de promotion, il ne trouve pas le chemin des filets dans le jeu face à Sochaux et Saint-Étienne mais fait bien partie des tireurs lors des séances de tirs au but décisives face aux franc-comtois (0-0, 5-4 tab) puis lors du match retour sur la pelouse de l'ASSE (1-1, 4-5 tab) qui permet aux auxerrois d'accéder à la Ligue 1.
Pour la première journée de championnat 2022-2023, il trouve le chemin des filets face au LOSC (1re journée, défaite 4-1). La semaine suivante, il est victime d'une blessure au tibia face à Angers (2e journée, 2-2) et est éloigné des terrains pendant deux mois. il renoue avec la compétition le 23 octobre 2022 face au stade de Reims (12e journée, défaite 2-1). L'équipe est alors dirigée par Michel Padovani à la suite de la mise à pied de Furlan, auteur d'un doigt d'honneur à l'encontre du public du Clermont Foot (10e journée, défaite 2-1) et fragilisé par une mauvaise série de résultats.

### AS Saint-Étienne (2022-2024)
En fin de contrat en juin 2022, il est transféré contre 400 000 euros à l'AS Saint-Étienne le 16 décembre 2022, y paraphant un contrat de 6 mois,. Le 11 février 2023, lors de la 23 journée de Ligue 2 contre Dijon FCO , il sort sur blessure après 15 minutes de jeu, deux jours plus tard, le staff médical de l'ASSE annonce qu'il est victime d'une rupture de ligament croisé, ce qui met fin à sa saison. Le 9 juin, il prolonge son contrat jusqu'en 2024.

### SC Bastia puis retour au monde amateur (depuis 2024)
À 6 mois de la fin de son contrat, il signe en faveur du Sporting Club de Bastia le 15 janvier 2024. Il signe un contrat de 18 mois, plus une année en option. Il joue son premier match face au SM Caen (score 1-2) où il est expulsé 12 minutes après son entrée en jeu.
Début de la saison 2024-2025, il rejoint le Pouzauges FC évoluant en Régional 1 Pays de la Loire où son frère est entraineur.

## Style de jeu
Le gabarit de Gaëtan Charbonnier (1,88 mètre) le rend capable de jouer le rôle d'attaquant de pivot. Néanmoins, il se définit davantage comme un attaquant de soutien : « Moi, je suis quelqu'un qui aime bien décrocher, me balader entre les lignes, toucher des ballons, faire jouer mes coéquipiers, marquer des buts et faire des passes décisives. J'essaye de m'appliquer dans ce que je fais. » Louis Nicollin, qui souhaite le recruter à l'intersaison 2011-2012, le présente comme le « nouveau Olivier Giroud. »

## Statistiques
| Saison                | Club                     | Championnat           | Championnat | Championnat | Championnat | Coupe nationale | Coupe nationale | Coupe nationale | Coupe de la Ligue | Coupe de la Ligue | Coupe de la Ligue | Supercoupe | Supercoupe | Supercoupe | Compétition(s) continentale(s) | Compétition(s) continentale(s) | Compétition(s) continentale(s) | Compétition(s) continentale(s) | Barrages d'accession | Barrages d'accession | Barrages d'accession | Total | Total | Total |
| Saison                | Club                     | Division              | M.          | B.          | P.d.        | M.              | B.              | P.d.            | M.                | B.                | P.d.              | M.         | B.         | P.d.       | Comp.                          | M.                             | B.                             | P.d.                           | M.                   | B.                   | P.d.                 | M.    | B.    | P.d.  |
| 2007-2008             | SO Châtellerault         | CFA                   | 27          | 11          | -           | 2               | 1               | -               | -                 | -                 | -                 | -          | -          | -          | -                              | -                              | -                              | -                              | -                    | -                    | -                    | 29    | 12    | 0     |
| 2008-2009             | Paris Saint-Germain rés. | CFA                   | 29          | 13          | -           | -               | -               | -               | -                 | -                 | -                 | -          | -          | -          | -                              | -                              | -                              | -                              | -                    | -                    | -                    | 29    | 13    | 0     |
| 2009-2010             | Angers SCO               | Ligue 2               | 26          | 3           | 3           | 3               | 3               | 0               | 1                 | 0                 | 0                 | -          | -          | -          | -                              | -                              | -                              | -                              | -                    | -                    | -                    | 30    | 6     | 3     |
| 2010-2011             | Angers SCO               | Ligue 2               | 34          | 8           | 5           | 7               | 1               | 0               | 1                 | 0                 | 0                 | -          | -          | -          | -                              | -                              | -                              | -                              | -                    | -                    | -                    | 42    | 9     | 5     |
| 2011-2012             | Angers SCO               | Ligue 2               | 30          | 12          | 4           | 4               | 3               | 0               | 1                 | 1                 | 0                 | -          | -          | -          | -                              | -                              | -                              | -                              | -                    | -                    | -                    | 35    | 16    | 4     |
| Sous-total            | Sous-total               | Sous-total            | 90          | 23          | 12          | 14              | 7               | 0               | 3                 | 1                 | 0                 | -          | -          | -          | -                              | -                              | -                              | -                              | -                    | -                    | -                    | 107   | 31    | 12    |
| 2012-2013             | Montpellier HSC          | Ligue 1               | 26          | 4           | 1           | 2               | 1               | 0               | 2                 | 0                 | 1                 | 1          | 0          | 0          | C1                             | 3                              | 1                              | 0                              | -                    | -                    | -                    | 34    | 6     | 2     |
| 2013-2014             | Stade de Reims           | Ligue 1               | 30          | 5           | 4           | 1               | 0               | 0               | 2                 | 0                 | 0                 | -          | -          | -          | -                              | -                              | -                              | -                              | -                    | -                    | -                    | 33    | 5     | 4     |
| 2014-2015             | Stade de Reims           | Ligue 1               | 33          | 6           | 6           | 2               | 1               | 0               | -                 | -                 | -                 | -          | -          | -          | -                              | -                              | -                              | -                              | -                    | -                    | -                    | 35    | 7     | 6     |
| 2015-2016             | Stade de Reims           | Ligue 1               | 22          | 4           | 1           | -               | -               | -               | 1                 | 1                 | 0                 | -          | -          | -          | -                              | -                              | -                              | -                              | -                    | -                    | -                    | 23    | 5     | 1     |
| 2016-2017             | Stade de Reims           | Ligue 2               | 18          | 3           | 2           | 2               | 2               | 0               | -                 | -                 | -                 | -          | -          | -          | -                              | -                              | -                              | -                              | -                    | -                    | -                    | 20    | 5     | 2     |
| Sous-total            | Sous-total               | Sous-total            | 103         | 18          | 13          | 5               | 3               | 0               | 3                 | 1                 | 0                 | -          | -          | -          | -                              | -                              | -                              | -                              | -                    | -                    | -                    | 111   | 22    | 13    |
| 2017-2018             | Stade brestois 29        | Ligue 2               | 25          | 9           | 2           | 2               | 2               | 0               | -                 | -                 | -                 | -          | -          | -          | -                              | -                              | -                              | -                              | 1                    | 0                    | 0                    | 28    | 11    | 2     |
| 2018-2019             | Stade brestois 29        | Ligue 2               | 37          | 27          | 8           | 3               | 3               | 0               | 2                 | 0                 | 0                 | -          | -          | -          | -                              | -                              | -                              | -                              | -                    | -                    | -                    | 42    | 30    | 8     |
| 2019-2020             | Stade brestois 29        | Ligue 1               | 26          | 4           | 5           | 1               | 1               | 0               | 2                 | 1                 | 0                 | -          | -          | -          | -                              | -                              | -                              | -                              | -                    | -                    | -                    | 29    | 6     | 5     |
| 2020-2021             | Stade brestois 29        | Ligue 1               | 36          | 6           | 0           | 2               | 0               | 0               | -                 | -                 | -                 | -          | -          | -          | -                              | -                              | -                              | -                              | -                    | -                    | -                    | 38    | 6     | 0     |
| Sous-total            | Sous-total               | Sous-total            | 124         | 46          | 15          | 8               | 6               | 0               | 4                 | 1                 | 0                 | -          | -          | -          | -                              | -                              | -                              | -                              | 1                    | 0                    | 0                    | 137   | 53    | 15    |
| 2021-2022             | AJ Auxerre               | Ligue 2               | 31          | 17          | 7           | 2               | 0               | 0               | -                 | -                 | -                 | -          | -          | -          | -                              | -                              | -                              | -                              | 3                    | 0                    | 0                    | 36    | 17    | 7     |
| 2022-2023             | AJ Auxerre               | Ligue 1               | 6           | 1           | 0           | -               | -               | -               | -                 | -                 | -                 | -          | -          | -          | -                              | -                              | -                              | -                              | -                    | -                    | -                    | 6     | 1     | 0     |
| Sous-total            | Sous-total               | Sous-total            | 37          | 18          | 7           | 2               | 0               | 0               | -                 | -                 | -                 | -          | -          | -          | -                              | -                              | -                              | -                              | 3                    | 0                    | 0                    | 42    | 18    | 7     |
| 2022-2023             | AS Saint-Étienne         | Ligue 2               | 7           | 3           | 1           | -               | -               | -               | -                 | -                 | -                 | -          | -          | -          | -                              | -                              | -                              | -                              | -                    | -                    | -                    | 7     | 3     | 1     |
| 2023-2024             | AS Saint-Étienne         | Ligue 2               | 18          | 1           | 0           | 2               | 2               | 1               | -                 | -                 | -                 | -          | -          | -          | -                              | -                              | -                              | -                              | -                    | -                    | -                    | 20    | 3     | 1     |
| Sous-total            | Sous-total               | Sous-total            | 25          | 4           | 1           | 2               | 2               | 1               | -                 | -                 | -                 | -          | -          | -          | -                              | -                              | -                              | -                              | -                    | -                    | -                    | 27    | 6     | 2     |
| 2023-2024             | SC Bastia                | Ligue 2               | 16          | 1           | 0           | -               | -               | -               | -                 | -                 | -                 | -          | -          | -          | -                              | -                              | -                              | -                              | -                    | -                    | -                    | 16    | 1     | 0     |
| Total sur la carrière | Total sur la carrière    | Total sur la carrière | 477         | 138         | 49          | 35              | 20              | 1               | 12                | 3                 | 1                 | 1          | 0          | 0          | -                              | 3                              | 1                              | 0                              | 4                    | 0                    | 0                    | 532   | 162   | 51    |

## Palmarès

### En club
Après avoir été finaliste du Trophée des champions en 2012 avec le Montpellier HSC, il est vice-champion  de Ligue 2 en 2019 avec le Stade brestois.

### Distinctions individuelles
- Trophée UNFP du joueur du mois de Ligue 2 de septembre 2011[20].
- Trophée UNFP du joueur du mois de Ligue 2 en septembre 2018[21] et novembre 2018[22].
- Meilleur buteur de Ligue 2 (27 buts) en 2019 avec le Stade Brestois 29
- Trophée UNFP du meilleur joueur de Ligue 2 en 2019 avec le Stade Brestois 29
- Nommé dans l'équipe type de Ligue 2 aux Trophées UNFP du football 2019
- Vice-champion de Ligue 2 en 2019 avec le Stade Brestois 29
- Trophée UNFP du joueur du mois de Ligue 2 de septembre 2021 AJ Auxerre
- Nommé dans l'équipe type de Ligue 2 aux Trophées UNFP du football 2022[23]